# 朱實蓮
朱實蓮（？—1647年11月24日），字子潔，廣東廣州府南海縣人，明朝、南明政治人物。

## 生平
朱實蓮是天啟元年（1621年）辛酉科廣東鄉試第三名舉人。崇禎元年（1628年）廣東提學副使魏浣初薦境内人才，朱實蓮任浙江德清縣知縣。時值年荒，朱實蓮賑濟飢民上萬，因沒有登記賦稅被劾，降職為松江府照磨，再升為臨淮縣知縣，因丁憂回家守喪。
弘光帝繼位，朱實蓮遷任刑部廣西司主事，調兵部武選司主事、戶部郎中；又奉詔任職監軍副使為水陸義師練兵，於南海縣九江村出發，伏兵在隘口，斬殺敵軍千多人。他帶領數百船隻和陳子壯分別攻打廣州，命令陳官棐、梁標、陸言、葉以繡首先搶奪砲臺。適逢清朝李成棟軍隊來到，陳子壯的部下潰散，朱實蓮部眾殿後而仍然保持完整，退入三水縣。區懷炅於高明縣面見，以陳子壯將令，命程憲玄、曾一唯作內應，朱實蓮任高明縣知縣，吳兆健為教諭，朱名臣為訓導，梁蓮臣、關天鍾守城門。城陷，朱實蓮手刃清兵十餘人。永曆元年（1647年）十月二十九日，遭凌遲處死，一說戰死。南明朝廷追贈光祿寺少卿，加兵部左侍郎。清朝賜諡烈愍。

## 著作
有《冬春草》、《積雪軒集》。

## 引用
1. 1 2  錢海岳《南明史·卷五十二·列傳第二十八》：（朱）實蓮，字子潔，南海人。天啟元年舉於鄉。授德清知縣。歲饑，振活萬人，賦不登，被劾，謫嵩江炤磨，陞調臨淮知縣，憂歸。安宗立，遷刑部廣西司主事，調武選，轉戶部郎中歸。奉敕以監軍副使團練水陸義師，起九江村，伏兵隘口，斬敵千餘。
2. ↑  錢海岳《南明史·卷五十二·列傳第二十八》：以舟數百與（陳）子壯分攻廣州，使陳官棐、梁標、陸言、葉以繡先登奪礮臺。會（李）成棟兵至，子壯師潰，實蓮一軍獨完為殿，退三水。使（區）懷炅先見之高明，以子壯令，命（程）憲玄、（曾）一唯為內應，實蓮為知縣，吳兆健為教諭，朱名臣為訓導，梁蓮臣、關天鍾分門守。城陷，實蓮手刃清兵十餘人。磔死，贈光祿少卿，加兵部左侍郎。
3. 1 2  錢海岳《南明史·卷五十二·列傳第二十八》：（永曆元年十月）二十九日，……陷高明，（朱）實蓮戰死。
4. ↑  清光緒五年刊本（光緒）《廣州府志·卷一百十七》：朱實蓮，字子潔，七歳能文，慷慨有大志。未冠舉天啟元年辛酉鄉試第三人。崇正戊辰，督學魏浣初薦境内人才，授德清知縣。值歲荒，捐資賑濟，存活甚多。陞刑部主事。順治四年丁亥八月，陳子壯起兵，與陳邦彥共攻廣州，敗績。子壯以實蓮攝縣事。九月，大兵克高明，實蓮戰死。有《冬春草》、《積雪軒集》行世。時同事死者黃炅元兄弟，皆邑庠名士。國朝賜諡烈愍。據《勝朝殉節諸臣錄》《南海志》修